# Liste der Baudenkmäler in Buckenhof
Auf dieser Seite sind die Baudenkmäler in der mittelfränkischen Gemeinde Buckenhof zusammengestellt. Diese Tabelle ist eine Teilliste der Liste der Baudenkmäler in Bayern. Grundlage ist die Bayerische Denkmalliste, die auf Basis des Bayerischen Denkmalschutzgesetzes vom 1. Oktober 1973 erstmals erstellt wurde und seither durch das Bayerische Landesamt für Denkmalpflege geführt wird. Die folgenden Angaben ersetzen nicht die rechtsverbindliche Auskunft der Denkmalschutzbehörde.
 Diese Liste gibt den Fortschreibungsstand vom 18. Oktober 2023 wieder und enthält 5 Baudenkmäler.

## Baudenkmäler
| Lage                                  | Objekt                                                                                                | Beschreibung | Akten-Nr.             | Bild           |
| ------------------------------------- | --- | --- | --------------------- | -------------- |
| Gräfenberger Straße 28 (Standort)     | Ehemaliges Forsthaus                                                                                  | Eineinhalbgeschossiger verputzter Frackdachbau, 1838/51                                                                                         | D-5-72-120-1 Wikidata | weitere Bilder |
| Gräfenberger Straße 35 (Standort)     | Hauszeichen                                                                                           | Sandsteinrelief mit Pflugmesser und Pflugschar sowie Akanthusblattwerk, bezeichnet „F G F 1723“                                                 | D-5-72-120-2 Wikidata | weitere Bilder |
| Gräfenberger Straße 36 (Standort)     | Ehemaliger Gasthof „Zum Goldenen Lamm“                                                                | Zweigeschossiger giebelständiger Satteldachbau mit Sandsteinfassade und geohrten Fensterrahmungen, bezeichnet 1797                              | D-5-72-120-3 Wikidata | weitere Bilder |
| Gräfenberger Straße 39 (Standort)     | Wohnstallhaus                                                                                         | Eingeschossiger Sandsteinquaderbau mit Satteldach, bezeichnet im Hausrelief mit „I G W 1769“                                                    | D-5-72-120-4 Wikidata | weitere Bilder |
| Nähe Gräfenberger Straße (Standort)   | Ruhstein                                                                                              | vor dem Haus | D-5-72-120-4 Wikidata | weitere Bilder |
| Gräfenberger Straße 42, 44 (Standort) | Schloss Puckenhof, ehemaliges Schloss der Haller von Hallerstein, heute evangelische Jugendheimstätte | Dreigeschossiger turmartiger Sandsteinquaderbau mit Halbwalmdach, nach Brandzerstörung 1564–68 wiederaufgebaut und im 18. Jahrhundert verändert | D-5-72-120-5 Wikidata | weitere Bilder |
| Gräfenberger Straße 42, 44 (Standort) | Sogenanntes Kleines Schlösschen                                                                       | Entlang der Straße, gestreckter zweigeschossiger Walmdachbau mit Fachwerkobergeschoss, 1747/50 aus einem Umbau eines Sommerhauses von 1737      | D-5-72-120-5 Wikidata | BW             |
| Gräfenberger Straße 42 (Standort)     | Turmstumpf                                                                                            | Im Garten, mit Kellerabgang und Wappen der Haller von Hallerstein                                                                               | D-5-72-120-5 Wikidata | weitere Bilder |
| Gräfenberger Straße 42, 44 (Standort) | Umfassungsmauer                                                                                       | | D-5-72-120-5 Wikidata | BW             |